# Владислав Петров
Владислав Любомиров Петров е български аниматор, художник и актьор, с артистични псевдоними Кулизайо и Кулю (в рамките на групата Братя Мангасариян).

## Биография
Учи в Националната художествена гимназия. Завършва НАТФИЗ и няколко години играе в различни театри в София. Познат е от представления на Народен театър „Иван Вазов“, сатиричен театър „Алеко Константинов“, театър „Сълза и смях“ и др. След дипломирането си започва работа за унгарската телевизионна продукция „Феликс“.
Между 2000 – 2002 година участва в предаването „Пътеводител на историческия стопаджия“. През 2003 г. Владислав Петров (Кулю) заедно с Александър Сано (Среброто) и Силвестър Силвестров (Зюмбюл) започва работа върху проекта Братя Мангасариян до 2008 г. В този период прави анимационни заставки и визуални ефекти за някои от най-престижните формати на Българска национална телевизия като Великите българи и Голямото четене. През 2009 г. заедно с режисьора Николай Мутафчиев и актьора Силвестър Силвестров създава „PREMIERstudio“ – студио за визуални проекти, реклами и филми. В началото на 2017 г. тримата създават рекламната агенция „PREMIER+“.
Владислав Петров е един от най-търсените аниматори в България. Автор е на телевизионните шапки на „Африка: Звездите сигурно са полудели“ и „Нищо лично“ по bTV, Благуните по Българска национална телевизия и други.